# Gymnocalycium denudatum
Gymnocalycium denudatum là một loài thực vật có hoa trong họ Cactaceae. Loài này được (Link & Otto) Pfeiff. ex Mittler mô tả khoa học đầu tiên năm 1844.

## Hình ảnh

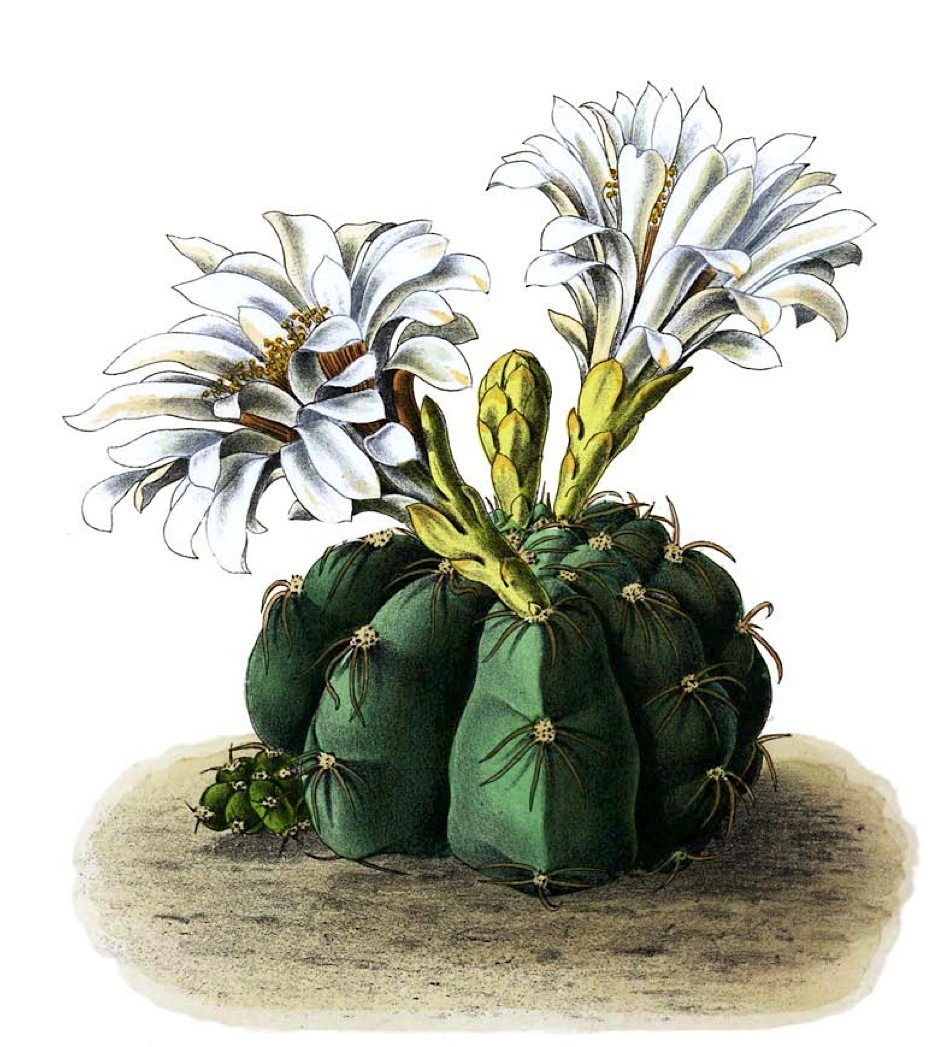
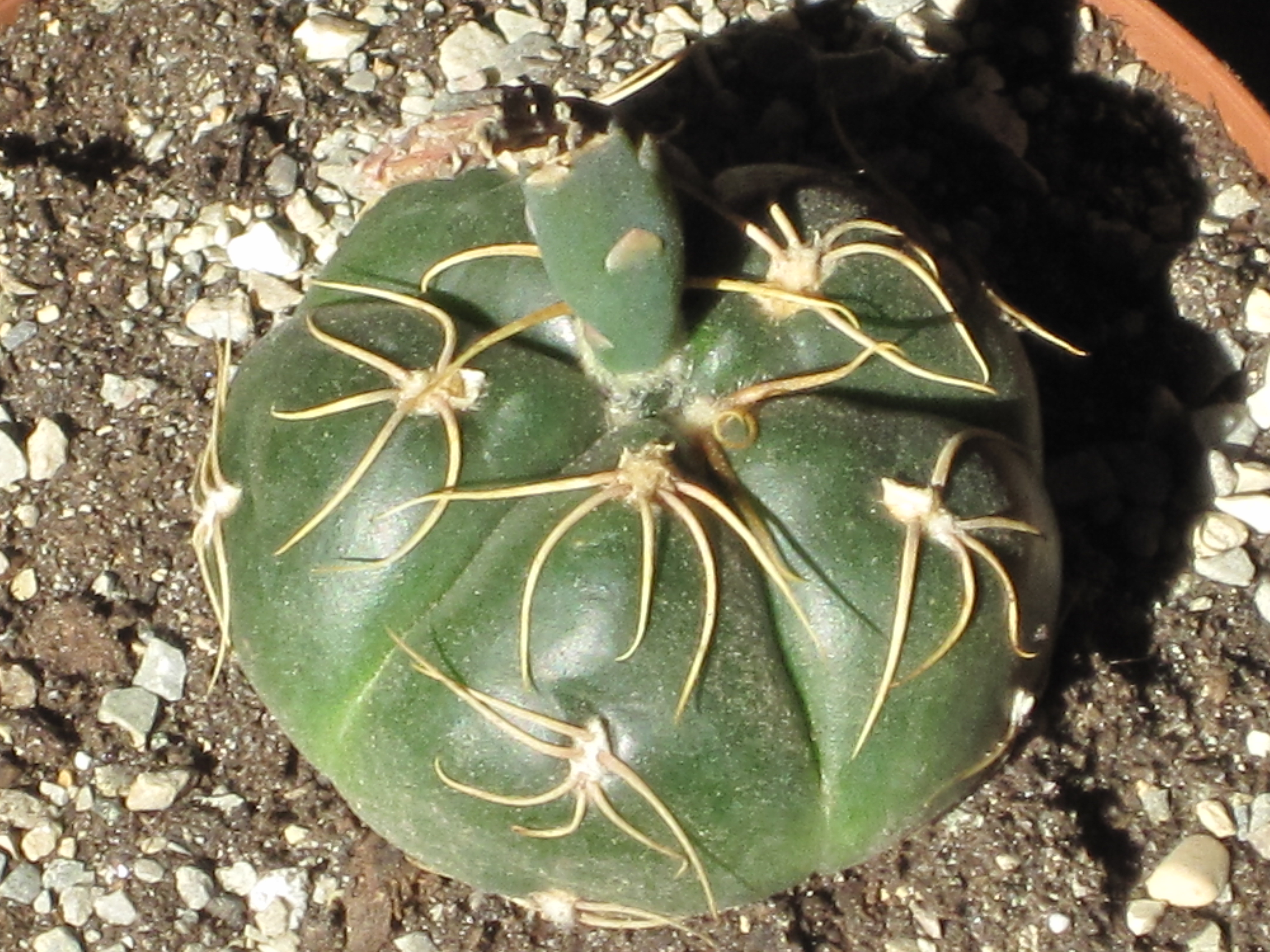
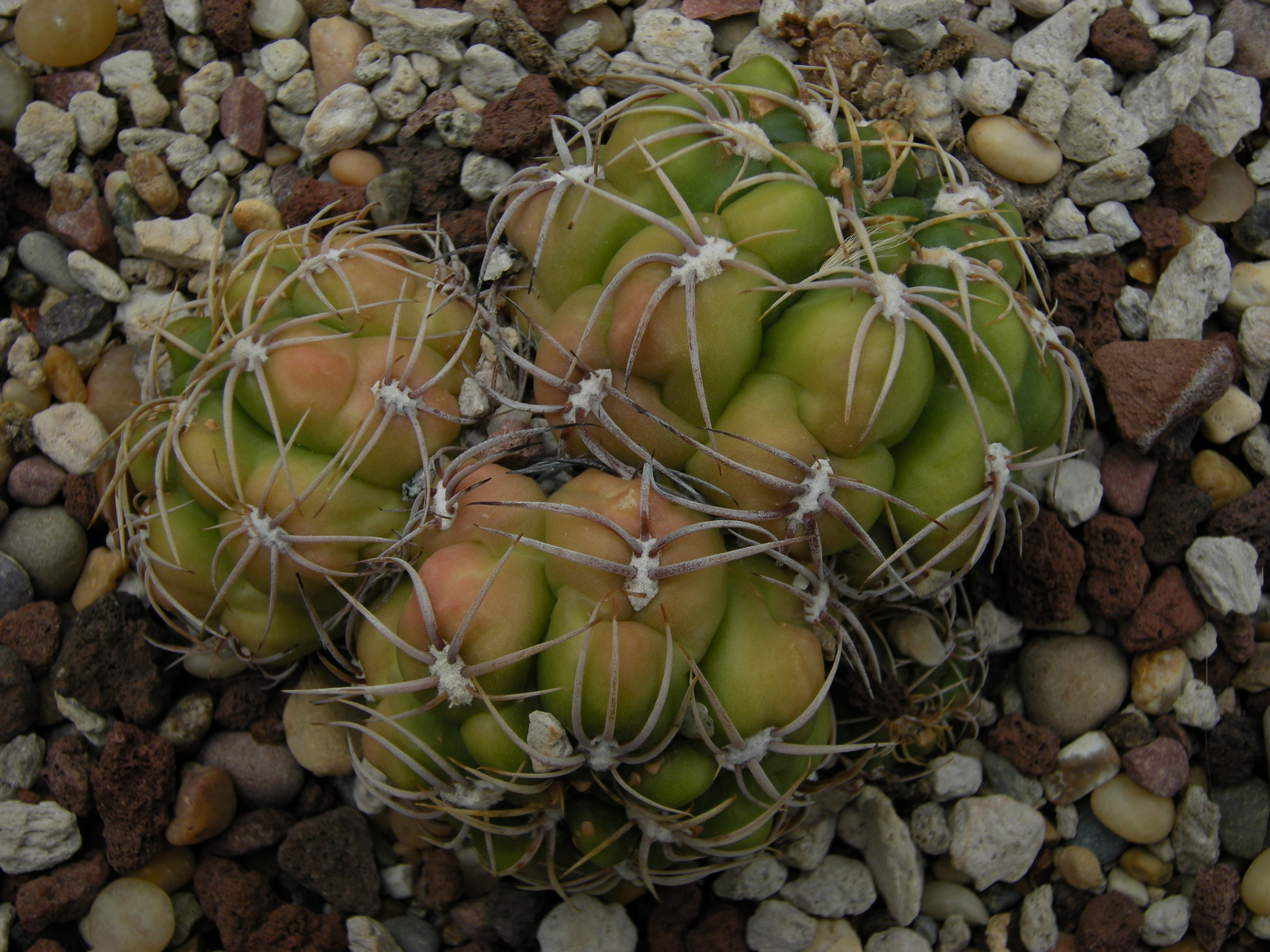
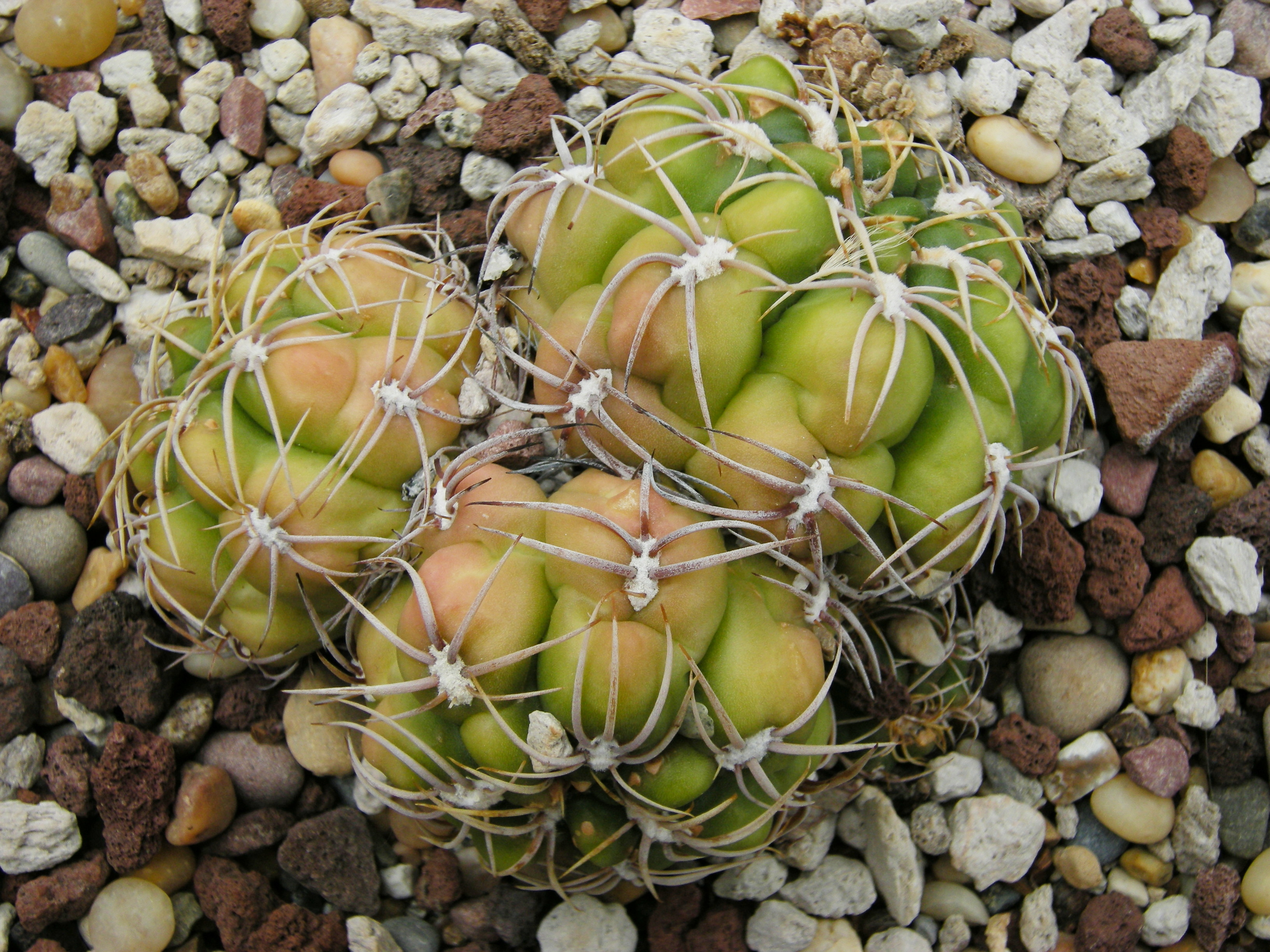
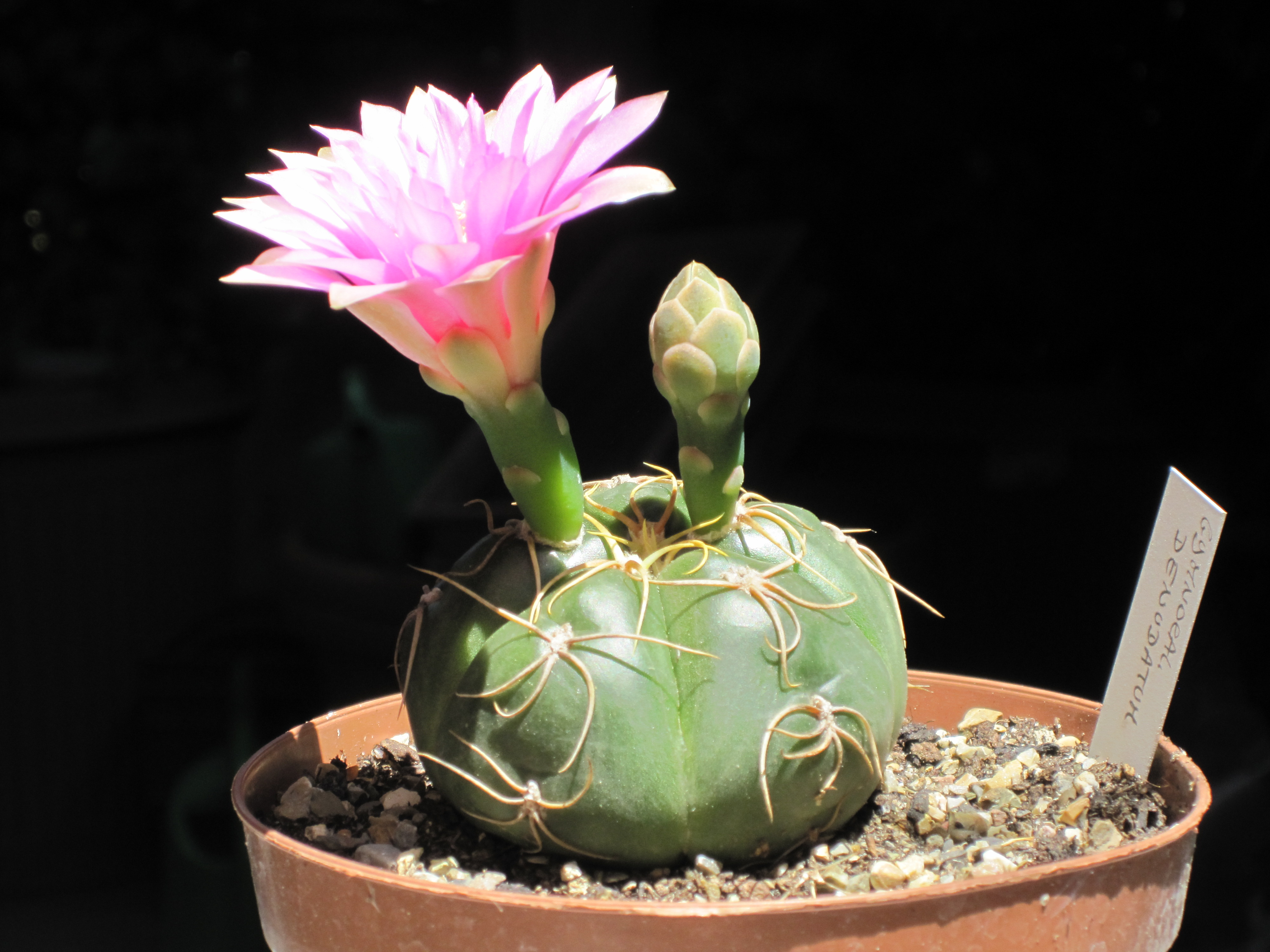
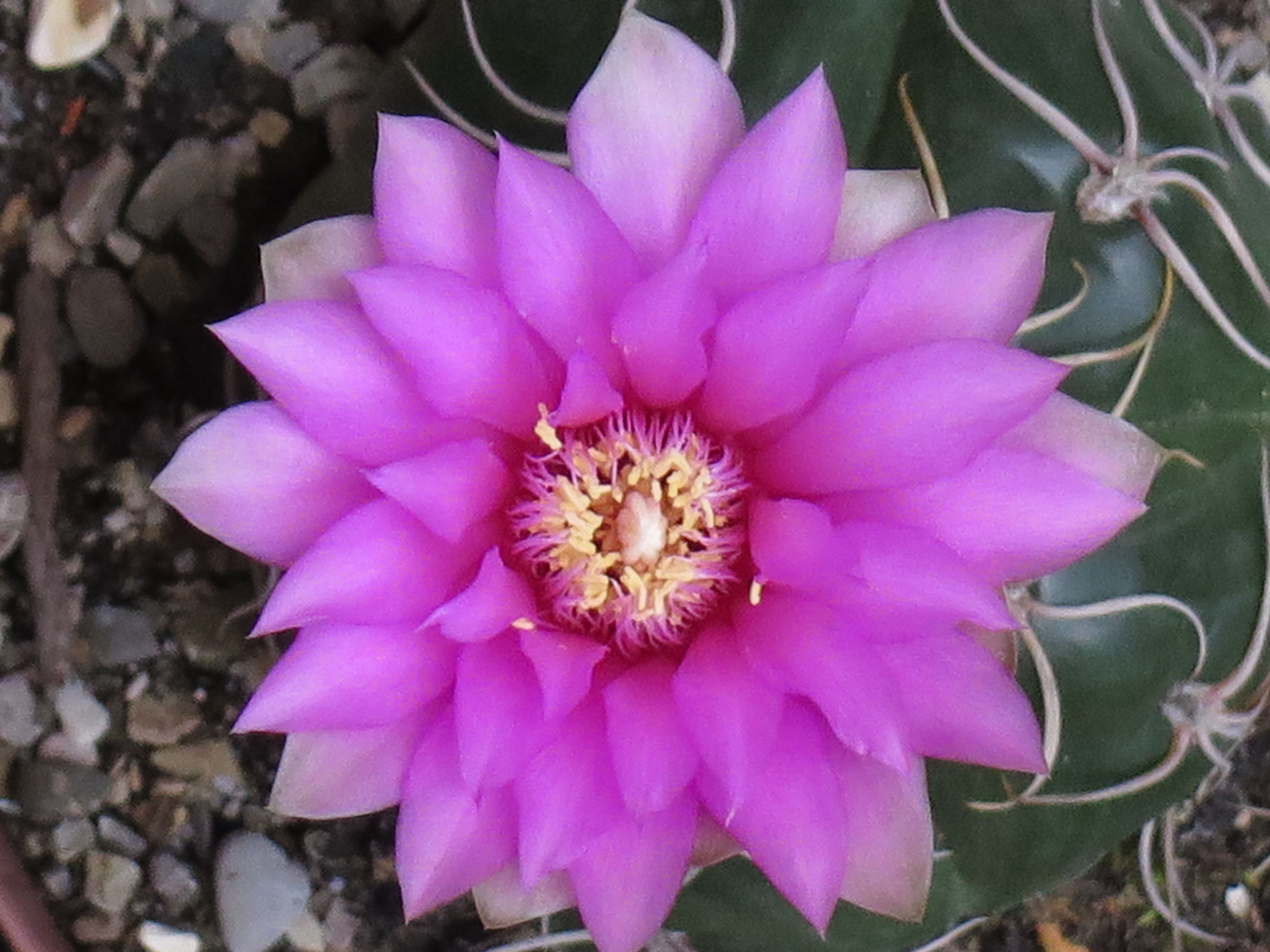